# Sent Alari de la Vit
Sent Alari de la Vit (en francès Saint-Hilaire-de-Lavit) és un municipi del departament francès del Losera, a la regió d'Occitània.